# Рубинский, Юрий Ильич
Ю́рий Ильи́ч Руби́нский (род. 26 декабря 1930, Киев) — советский и российский историк, политолог, дипломат, специалист по новейшей истории и политике Франции. Доктор исторических наук (1969), профессор.

## Образование и учёные степени
В 1953 году с отличием окончил Московский государственный институт международных отношений (МГИМО) МИД СССР по специальности «историк-международник», в 1956 году — аспирантуру того же института по кафедре истории международных отношений и внешней политики СССР. Доктор исторических наук (1969; тема: «Политические партии и государство во Франции в период Третьей республики»), профессор.

## Научная деятельность
В 1956—1977 и 1986—1987 — младший, затем старший научный сотрудник, главный исследователь, заведующий сектором Франции и стран Южной Европы Института мировой экономики и международных отношений (ИМЭМО) АН СССР. Был единственным в СССР специалистом, который предсказал неизбежный уход Шарля де Голля с политической сцены в результате майского кризиса 1968, а также вероятный приход к власти правительства социалистов в 1981 году.
С 1963 по 1977 год по совместительству старший преподаватель, доцент, профессор Института общественных наук. В 60-е и 70-е годы прошлого века, в качестве ассоциированного профессора читал курсы лекций в университетах Парижа, Экс-ан-Прованса, Тура, Меца, Страсбургском институте политических наук, Институте восточных языков и цивилизаций (Париж), Институте по изучению международных отношений и внешней торговли (Франция). Выступал с лекциями в университетах США (Нью-Йорк, Сан-Франциско), КНР (Шанхай), Великобритании, Италии, Бельгии, Швейцарии, Португалии, Алжира, Туниса, Марокко, Мали, Сенегала, Гвинеи, Конго (Браззавиль), Мадагаскара, Пакистана, Шри-Ланки и других стран.
С 1997 года — руководитель Центра французских исследований Института Европы РАН. Лауреат премии Гизо Французской академии за книгу «Россия во Франции» (Париж, 1997).
С 2002 — по совместительству профессор кафедры мировой политики факультета мировой экономики и мировой политики НИУ-Высшая школа экономики.
С 2003[уточнить] — старший профессор Высшей школы экономики, читал учебные курсы на факультете мировой экономики и мировой политики.

## Государственная деятельность
В 1978—1985 и 1987—1997 работал в МИД СССР, затем РФ в качестве советника, Первого советника Посольства во Франции. Имеет дипломатический ранг советника I класса.
В 2000—2001 являлся советником-консультантом заместителя председателя Государственной Думы ФС РФ по европейским проблемам.

## Основные работы
Опубликовал в России и Франции 19 монографий и брошюр по проблемам международных отношений, свыше 300 научных статей и глав коллективных трудов, в том числе под псевдонимами «Ю. Юрьев» и «Илья Александров». Среди них:
- Пятая республика (1964);
- За колоннами Бурбонского дворца (1967);
- Франция (Серия: Экономика и политика стран современного капитализма). М.: Мысль, 1973. — ответственный редактор;
- Тревожные годы Франции (1973);
- Масонство во Франции (вчера и сегодня) // Вопросы истории. 1976, № 9.
- Французы у себя дома (1989);
- Россия во Франции (Париж, 1997);
- Франция и Россия в поисках многополярного мира (1999);
- Лионель Жоспен (1999);
- Осколки империи (2001);
- Национальная идея в политической культуре Франции. (2004);
- Опыт ведущих западноевропейских стран в сфере поиска оптимальных взаимоотношений государства с частным бизнесом. (2004, в соавт.);
- Франция: В поисках новых путей (2007, под ред.);
- Франция: Время Саркози (2011);
- Ценностные ориентиры Европы (2013);
- Судьбы гуманитарного прогресса (2016);
- Приметы времени:
  - т. 1. Мир и Европа (2018);
  - т. 2. Франция: незаконченная модернизация (2019)
  - т. 3. Франция на новых рубежах (2019)

## Награды
Кавалер ордена Почетного легиона, командор ордена Академических пальм.